# Богдан Мазурек
Богдан Мазурек (пол. Bohdan Mazurek, 1937—2014) — польський композитор, звукорежисер, музичний теоретик.
Богдан Мазурек народився в Варшаві 20 грудня 1937 року. В дитинстві він грав на фортепіано, трубі, кларнеті, скрипці, альті та акордеоні, пізніше — на арфі. Він закінчив Вищу школу музики в Варшаві, та з 1962 працював на Польському радіо в експериментальній студії, що була зосереджена на електронній музиці.
Мазурек був продюсером електронних та електроакустичних композицій для тогочасних польських та закордонних композиторів, таких як Роман Бергер, Анджей Добровольський, Влодзімеж Кононський, Кшиштоф Пендерецький, Бенно Амманн, Коре Кольберг, Бен Джонстон та багатьох інших. З 1966 року він почав створювати власні композиції, які поєднували звучання музичних інструментів, електронних ефектів, записаних звуків тощо. Його музика широко використовувалася в кінематографі, на телебаченні, на радіо та в театрі.
Мазурек ініціював створення групи з п'яти композиторів — разом з Коре Кольбергом, Франсуа-Бернаром Машем, Арне Нордхаймом та Еугеніушем Рудніком — які виконували імпровізаційні композиції без слухачів. Цю музику записували на плівку та транслювали на польському радіо. Він також був засновником програми Panorama Muzyki Elektronicznej про електронну музику, створив декілька передач про дитячу та народну музику, був автором багатьох статей та есе з теорії електронної музики, енциклопедичних статей.
Богдан Мазурек помер в травні 2014 року. 